# Історія нафтогазовидобування на Апшероні
Історія нафтогазовидобування на Апшероні

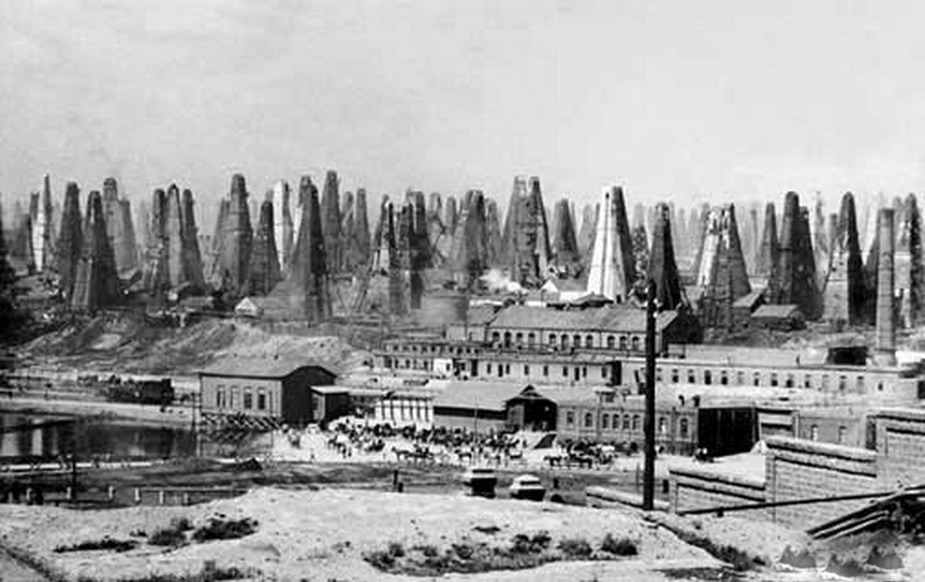
Нафтові свердловини Братів Нобель в Балаханах, передмісті Баку.

## Загальний виклад

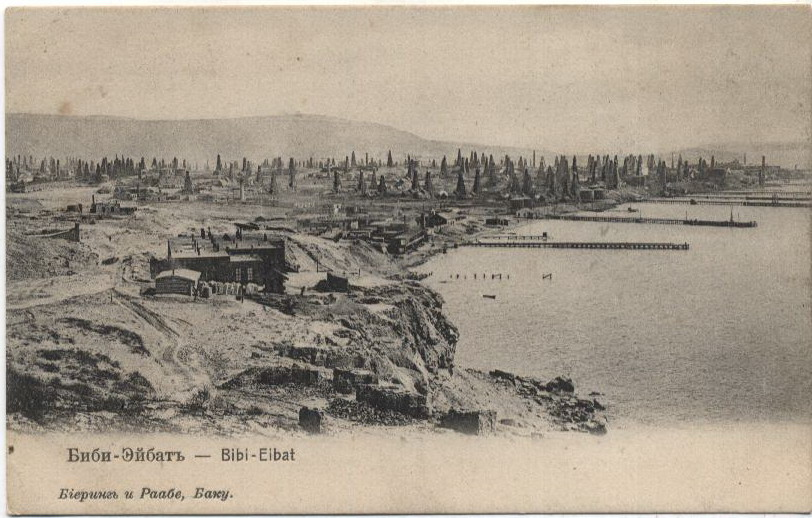
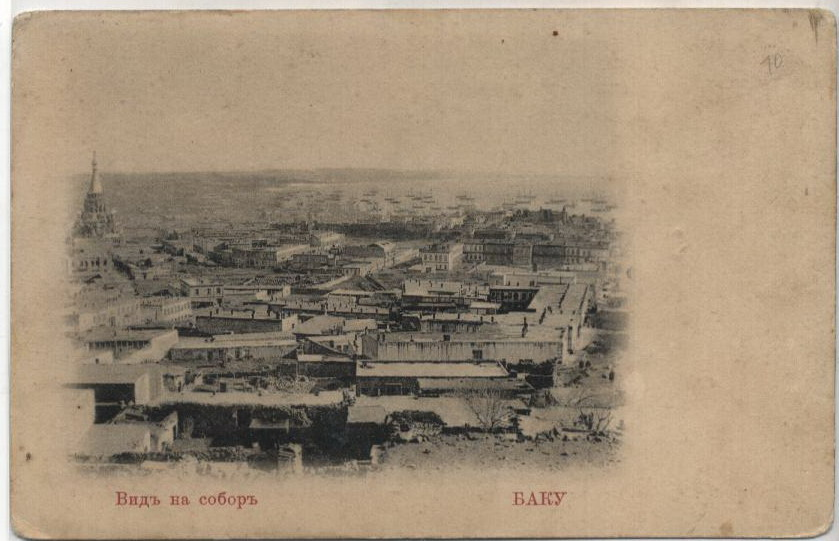
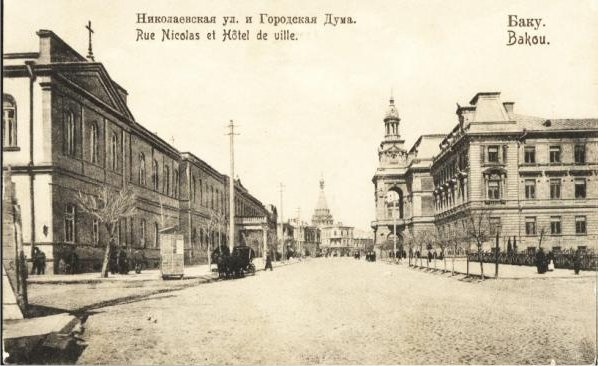
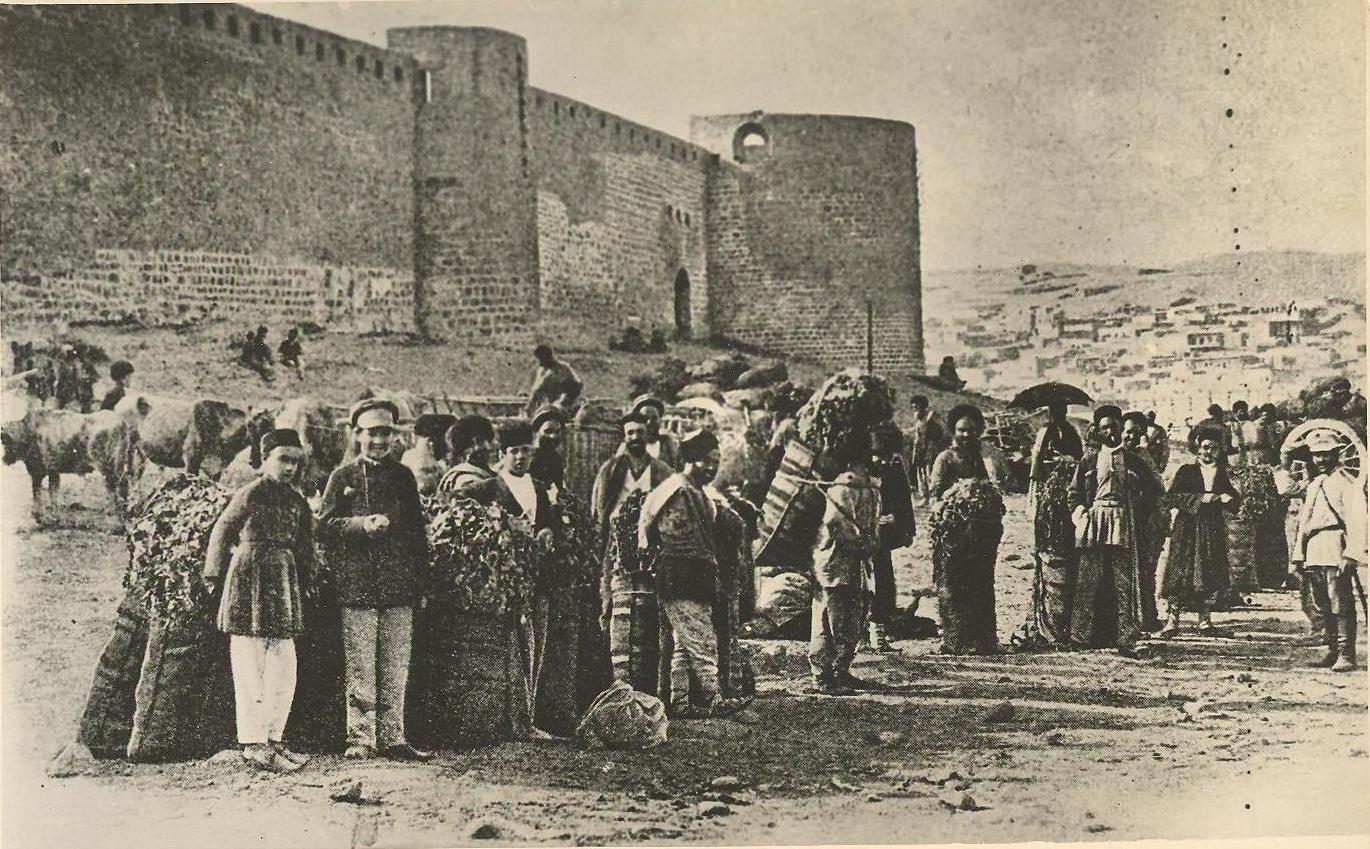
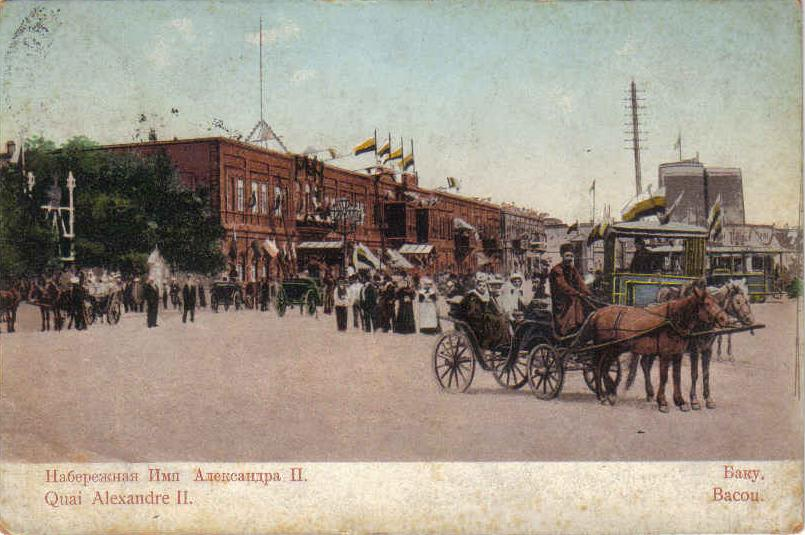
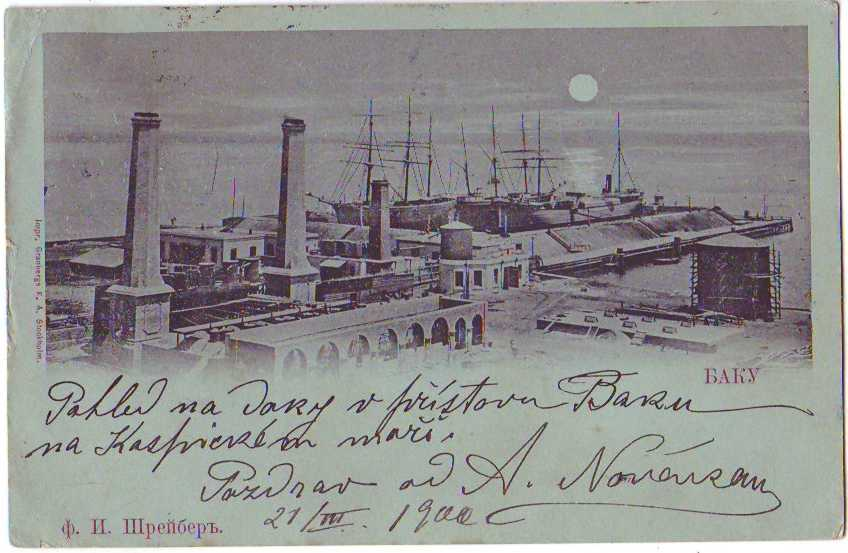

Сталий видобуток нафтопродуктів у Прикаспії розпочався вже за кілька сторіч до н. е., причому, за свідченнями перських і арабських джерел, кустарні промисли на Апшеронському півострові майже не припинялися протягом усього середньовіччя. Недаремно сама назва країни Азербайджан означає «земля вогню» або «захищена вогнем» (походить від вогнищ на стародавніх виходах нафти та газу й сакралізації цього полум'я сектами вогнепоклонників). Карти Каспійського моря з'являються в Європі, починаючи з XVI ст., зокрема карта англійця Е. Дженкінсона (1562 р.) та голландця Я. Стрейса (1675 р.), який у книзі «Три подорожі» згадував каспійські розробки нафти. Перший ґрунтовний опис бакинського нафтового промислу було зроблено 1683 р. німецьким натуралістом Е. Кемпфером, секретарем шведського посольства в Персії (в цей час видобуток сягав близько 700 пудів нафти за добу). Перша карта Апшеронського півострова з докладними позначками нафтових колодязів була створена військовими картографами російської армії 1729 р. Після укладення Гюлістанського миру з Персією (1813 р.) більша частина Азербайджану відійшла до складу Російської імперії, що спричинило поступове залучення бакинської нафти в процеси промислового розвитку Росії.
1813 р. майже всі нафтові колодязі належали бакинському ханові Гусейну. 1825 р. їх було залучено до російської скарбниці й надано у платне використання відкупнику Тарумову (цього року 102 колодязі дали 240 тис. пудів нафти), пізніше основними орендарями стають промисловці брати Мірзоєви, Кокорев, Губонін та ін. При цьому державна Дирекція бакинських і ширванських нафтових та соляних промислів зберігала контроль за «належним утриманням нафтових колодязів, за видобутком нафти, доставлянням її в Баку та продажем у місцях, для того призначених». Казенна одкупна система проіснувала до 1872 р. і за імператорським наказом Олександра II була замінена «Правилами нафтового промислу», які впровадили приватну власність на ділянки родовищ і видобувні виробки. 1873 р. проведено перший аукціон з продажу ділянок нафтових родовищ на Апшероні.

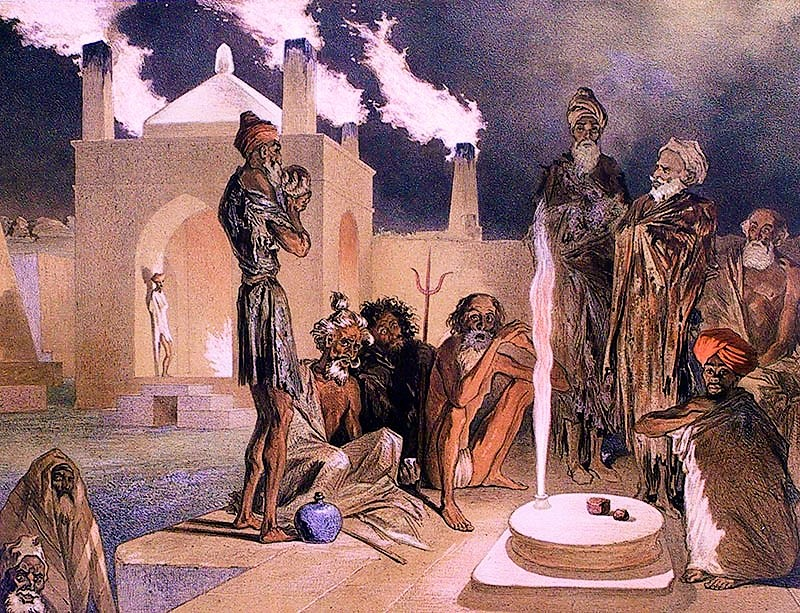
Атешгях на рисунке Григория Гагарина

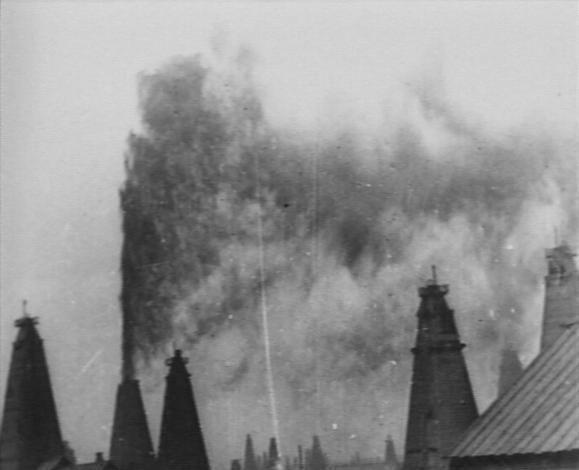
Аварійне фонтанування 1898-го року в Балахані.

До останньої чверті ХІХ ст. основну частину видобутку давали нафтові колодязі, які не припиняли експлуатувати й після широкого впровадження свердловин. Здебільшого колодязі — це відносно неглибокі ями, стінки яких не кріпили. Старі колодязі мали діаметр у середньому 60-80 см і глибину близько 10-11 м. Поглиблення їх (іноді до 35—40 м) потребувало забезпечення стійкості бокових порід за допомогою дерев'яних окладів або кам'яного мурування. Конструкція колодязів мала розширення виробки в донній частині задля збільшення припливів нафти. Пізніше спорудження колодязів починали з котловану, у донній частині якого робили вертикальну виробку (дерев'яний оклад виводили на рівень поверхні). Для вичерпування нафти використовували звичайний ручний коловорот і баранячі бурдюки. Іноді застосовували кінський рушій і великі за розмірами бурдюки зі шкури биків, а на початку ХХ ст. — парові машини та желонки. Технологія передбачала періодичне очищення нафтових колодязів від зсувів ґрунту, згущених (затужавілих) нафтопродуктів і мінеральних домішок, які засмічували шляхи витоків нафти. Важкою була фізична праця чистильників колодязів, адже роботи вони вели в обмежному просторі виробки, серед нафтового бруду й випарів, за помітної нестачі кисню.
Ось як описує славетний Олександр Дюма в «Подорожі на Кавказ» (1858 р.) свої враження від Баку: «Ми збиралися оглянути знамениті вогні Баку, які відомі усьому світу. Славнозвісний храм Атешгях, де палає вічний вогонь, знаходиться в 26 верстах від Баку. Цей вічний вогонь підтримується сирою нафтою… Численні місця на землі породжують нафту, але в такій великій кількості вона знаходиться тільки в Баку та його околицях. Навкруги міста, по всьому узбережжю Каспійського моря вирити колодязі глибиною від трьох до двадцяти метрів. Скрізь глинистий мергель, просочений нафтою, сотня з цих колодязів виділяє чорну нафту, п'ятнадцять — білу. З них видобувають майже сто тисяч центнерів нафти на рік. Цю нафту відправляють у Персію, в Тифліс і Астрахань».
Початок технічного вдосконалення видобутку, переробки й транспортування бакинської нафти пов'язаний з ім'ям першого директора бакинських і ширванських нафтових і соляних промислів, гірничого інженера Миколи Воскобойникова. Він розробив проект і 1837 р. збудував перший нафтопереробний завод на Апшероні (в Балаханах), удосконалив систему зберігання й випускання нафти, запропонував відкачку нафти з колодязів помпами (до речі, останнє не було впроваджене через відсутність поршневих пристроїв відповідної потужності), винайшов вентилятори й «дихальний снаряд» для чистильників колодязів. Перспективним проектом Воскобойникова, що випередив свій час, було створення нафтового терміналу на узбережжі Каспійського моря, який передбачав пристань на палях і підведену до неї залізницю (на час створення цього проекту залізничного транспорту в Російській імперії ще не було). Але найбільшою інженерною заслугою Воскобойникова вважають ідею буріння свердловин для поглиблення нафтових колодязів і пошуку нафтових покладів. Його пропозиції підтримав російський уряд і 1845 р. були спрямовані кошти для придбання необхідних бурів. Протягом майже трьох років проводилися бурильні роботи в районі Бібі-Ейбата (керував бурінням свердловини вже новий директор промислів Алексєєв). У липні 1848 р. намісник Кавказу князь М. Воронцов повідмив, що на Бібі-Ейбаті пробурена перша свердловина, яка вийшла на нафту. На жаль, так само як у випадку з румунською нафтовою свердловиною 1821 р., приплив нафти був незначним і не мав промислвого значення, що на певний час призупинило розвиток свердловинного способу видобутку на бакинських родовищах.
Нова хвиля зацікавленості свердловинними технологіями з'явилася у 60-х роках ХІХ ст. після успішного досвіду, отриманого в Галичині (починаючи з 1854 р.) і Пенсильванії (з 1859 р.). Друга російська нафтова свердловини глибиною 198 м була пройдена ударно-канатним способом на Кубані (1864 р., інженер А. Новосельцев). Свердловинні роботи на Апшероні почали впроваджувати приватні промисловці-відкупники Василь Кокорев і брати Мірзоєви. Один із найуспішніших російських нафтопромисловців, фактичний голова першої акційної нафтової компанії «Бакинське нафтове товариство» Василь Кокорев скупив значну кількість багатих нафтових ділянок і, запросивши найкращих спеціалістів у галузі бурильних технлогій, розпочав спроби свердловинного видобутку. Деякі свердловини давали непогані результати, але американські надпотужні «фонтани» не траплялися. Втім, Кокорев вів масштабний видобуток і переробку бакинської нафти й збудував декілька великих перегінних заводів. Його освітлювальний олій «фотонафтіль» (аналог гасу) успішно конкурував з австрійською (галицькою) та американською продукцією, що значною мірою скоротило імпорт гасу до Російської імперії. Транспортування нафти з місць видобутку на заводи й торгівля освітлювальним олієм стала прибутковою справою, яка залучала велику кількість працівників. Кокореву було притаманно прагнення впроваджувати у видобувний та переробний процеси останні науково-технічні новації, для ознайомлення з якими він посилав своїх інженерів на стажування до Галичини та США. До слова, саме Кокорев запросив Дмитра Мендєлєєва для наукового обґрунтування подальшого розвитку нафтової справи на Апшероні й удосконалення способів переробки нафти (наслідком чого з'явилися праці Мендєлєєва «Нафтова промисловість у Північноамериканському штаті Пенсільванія та на Кавказі» й «Бакинська нафтова промисловість у 1886 р.»).

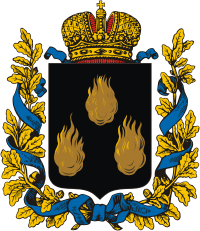
Герб Бакинської губернії.

Справжній нафтовий бум на бакинських промислах розпочався після появи нафтових фонтанів на свердловинах «Товариства братів Мірзоєвих». Їхня перша свердловина була закладена 1869 р. на балаханському родовищі й могла відразу дати велику нафту. Але під час пробного черпання желонкою із свердловини прорвалися водяні струмені, полетіло каміння й пісок, супроводжувані нестерпним гулом. Перелякані бурильники забили стовбур свердловини камінням, глиною, піском, чим перепинили… «вихід нечистої сили» (для надійності над свердловиною встановили дерев'яний хрест). Цей епізод ілюструє, якими були на той час «досвід» і «знання» перших бурильників. Друга свердловина Мірзоєвих була пробурена в Балаханах 1871 р. і на глибині близько 45 м почала давати небачені припливи нафти: перша доба — 11,2 т, друга — 32 т, і так щодень — дедалі більше й більше. Розпочався небачений ажіотаж у справі буріння нафтових свердловин. На промисли посунув потік робітників з Росії, Кавказу, Туреччини й Персії. Краєвиди Апшерону «прикрасилися» сотнями бурильних веж і фонтанами зі свердловин. Слід зазначити, що приборкувати нафтові фонтани навчилися не відразу, катастрофічні наслідки мало загоряння таких викидів. Здебільшого буріння свердловин вели «всліпу», без будь-яких геологічних даних, граючи у своєрідну лотерею (проте, багаті нафтові поля часто тішили омріяними успіхами). Перша штатна одиниця «геолог-нафтовик» з'явилася в компанії братів Нобелів лише наприкінці 70-х років.
Нафтова імперія Нобелів бере початок 1873 р., коли Роберт Нобель у пошуках горіхової деревини (для виробництва прикладів стрілецької зброї) прибув на Кавказ. Тогочасний спад цін на нафту («що вище бив нафтовий фонтан на черговій свердловині, то нижчими ставали ціни») й добрі можливості для купівлі ділянок надихнули його на думку заснувати нафтовидобувну компанію. Разом із братом Людвігом він придбав нафтопереробний завод у «Чорному місті» (на околицях Баку) й кілька нафтових ділянок. Аналізуючи тогочасний стан виробництва, зберігання й транспортування нафти, Нобелі дійшли висновку про необхідність докорінних перетворень майже на всіх організаційних і технологічних етапах.
1879 р. було засновано "Товариство нафтового виробництва «Брати Нобель» (скорочено «БраНобель») з достатньо потужним капіталом — 3 млн карбованців, значна частина якого отримана за посередництвом Альфреда Нобеля в західних банках (зокрема в банку «Ліонський кредит»).

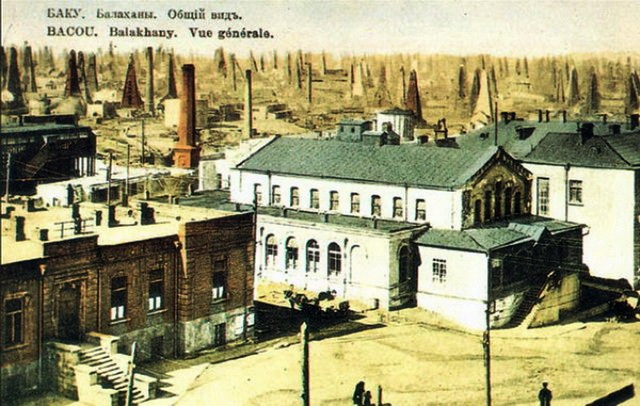
Листівка 1863 року. Балхани, звідки нафта доставлялася на Бакинські нафтопереробні заводи

Розпочалася багатогранна робота з модернізації промислів. Перевезення нафти на гарбах у глиняних посудинах (від місць видобутку до переробних заводів) було замінено транспортуванням нафтогонами, оснащеними паровими помпами (перший упроваджено 1878 р. між Балаханськими промислами і заводом Нобелів у Чорному місті, а за десятиріччя вже функціонував трубопровід Баку-Батумі). Замість земляних ям для зберігання нафтопродуктів були впроваджені надземні й вкопані металеві резервуари конструкції В. Шухова. Для перевезення нафти на далекі відстані залізницею були спроектовані вагони-цистерни. 1877 р. на шведській судноверфі брати Нобелі збудували перший у світі залізний танкер-пароплав «Зороастр», який започаткував наливний спосіб перевезення гасу й нафти. Важливим кроком у техніці буріння стало застосування штанг, що поєднало іноземні й бакинські інженерні розробки. Парова машина на підприємствах Нобелів стала основним рушієм буріння свердловин, тут з'явилося й перше електричне обладнання. Слід зауважити, що деякі з цих новацій були запропоновані Дмитром Мендєлєєвим і Кононом Лисенком ще наприкінці 60-х років ХІХ ст., але саме товариство «БраНобель» зуміло втілити ці проекти в життя, залучивши численних спеціалістів із Галичини й Пенсильванії.
Окремо слід сказати про нові можливості використання нафтопродуктів і стимулювання зростання попиту на них. Вони стали можливими завдяки винаходам талановитих інженерів, партнерів товариства «БраНобель» і стратегічному мисленню його власників. Так, винайдення інженером Володимиром Шуховим особливої конструкції форсунки (так звана «нобелівська форсунка»), дозволило ефективно спалювати мазут, який раніше вважався відходами нафтопереробки. Розробка й вдосконалення паливних форсунок забезпечили використання нафти й нафтопродуктів для опалення котлів, що створило технічний переворот у пароплавстві й на залізниці. Першим на форсунки, що розбризкували нафту струменем пари під тиском, перейшов танкерний флот братів Нобелів. Починаючи з 90-х років ХІХ ст., нафтова промисловість поступово перетворюється з гасової на мазутну. Основну увагу приділяють не засобам освітлення, а енергетичному паливу, яке спалювалось за допомогою «нобелівських форсунок».
Відкриття нових перспективних можливостей застосування нафтопродуктів як палива (мазут, бензин) ще більше посилило стратегічне значення нафти й примножило величезні прибутки провідних видобувних і переробних компаній. У 90-ті роки лідером на бакинських промислах стає товариство «БраНобель», головним конкурентом якого було «Каспійсько-Чорноморське нафтопромислове й торговельне товариство» Паризького банкірського дому Ротшильдів (на Апшероні з 1886 р.). Розпочинається запекла боротьба за світовий розподіл нафтового ринку й перспективних родовищ. На зламі сторіч бакинська нафта грала в цьому розподілі «першу скрипку» (1901 р. Бакинський район дав понад 49 % світового видобутку нафти, що становило близько 11 млн т). І хоча вже 1902 р. Російська імперія поступилася за обсягами видобутку США, розробки на Апшероні тривалий час зберігали світове стратегічне значення (в тому числі — за темпами впровадження технічних новацій). З цього приводу В. Черчілль вельми красномовно завважував: «Якщо нафта королева, то Баку її трон».
Слід підкреслити, що хоча в розробці нафтових скарбів Апшерону брали участь представники різних народів (у середовищі гірничих інженерів певний час переважали росіяни, зокрема випускники Санкт-Петербурзького гірничого інституту), але основний тягар величезної й різноманітної праці щодо створення найпотужнішого у світі нафтопромислу виніс на собі азербайджанський народ, який мав віковічні традиції видобутку, переробки й застосування нафти. Одночасно індустріальний розвиток бакинських промислів значною мірою вплинув на подальшу долю азербайджанського народу, забезпечивши його вихід на новий культурно-історичний рівень розвитку, на процвітання столиці — міста-красеня Баку. Невипадково Азербайджанська Демократична республіка, проголошена 1918 р., стала першою демократичною світською республікою мусульманського світу.

## Українці, які сприяли технічному поступу бакинських нафтопромислів
Завершуючи ретроспективний огляд історії бакинської нафти, не забудьмо й тих українців, які сприяли технічному поступу бакинських нафтопромислів. Серед багатьох достойників назвемо лише три прізвища — Лисенко, Дорошенко, Квітка. Професор Конон Лисенко, що походив з полтавської шляхти, кількаразово відвідував бакинські промисли, консультував провідних нафтових промисловців та інженерів (був ревнителем свердловинної технології видобутку), створив першу у вітчизняній науковій літературі монографію «Нафтове виробництво» (1878 р.), яка слугувала практичним довідником високої інженерної культури, провідником нових прогресивних ідей у нафтовій галузі.
Гірничий інженер Олексій Дорошенко керував технічними роботами на першому нафтопереробному заводі братів Нобелів, пізніше (на запрошення промисловця Василя Кокорева) очолив найбільший Сураханський нафтоперегінний завод, створив першу на Апшероні технологічну лінію з отримання мастил із залишків і відходів виробництва, розбудував лабораторію для дослідження нафтопродуктів і розробив оригінальні методики оцінювання їхньої якості. У 90-х роках ХІХ ст. був обраний головою Бакинського відділення Імператорського російського технічного товариства.
«Апшеронський козак» Семен Квітка походив зі славнозвісного козацького полковничого роду, закоріненого на Полтавщині й Слобожанщині. Серед його родичів були засновник міста Харкова полковник Андрій Квітка, видатний письменник Григорій Квітка-Основ'яненко, історик Іван Квітка (автор «Стислого опису Малої Росії»), професор Климент Квітка (один із засновників української музичної етнографії). Семен Кузьмич Квітка успішно продовжив культурні досягнення свого роду, але в іншій сфері діяльності — як гірничий інженер і винахідник. Спочатку працював на Сураханському заводі у Кокорева, але невдовзі обійняв посаду управителя нафтових промислів братів Мірзоєвих і завдяки впровадженню нових технологій у стислий термін підняв продуктивність промислів майже в 3 рази. Квітка перебудував старий перегінний завод Мірзоєвих на гасово-мастильний, який уславився якістю своєї продукції. На початку 90-х за власними конструктивними рішеннями розробив проект і збудував нафтоперегінний завод для «Товариства Отто і Ко». Найбільшим досягненням інженера Квітки був винахід нового способу термічного крекінг-процесу, який дозволяв отримувати бензин з нафти або мазуту (патентний пріоритет з 1911 р.). Ця крекінг-установка була збудована в Баку 1925 р. (вже після кончини автора) й успішно працювала протягом тривалого часу, що дало можливість утворити в колишньому СРСР першу практичну школу у сфері термічного крекінгу. Багатий досвід освоєння бакинських родовищ дозволив упровадити передові технології пошуку й розробки нафти в інших регіонах Кавказу — Грозному, Майкопі, на Тамані й у Грузії. Найзначніший із них — Грозненський нафтовий район.